# Szalwa Eliawa
Szalwa Eliawa (gruz. შალვა ელიავა, ros. Ша́лва Зура́бович Элиа́ва, ur. 18 września?/30 września 1883 we wsi Ghaniri w guberni kutaiskiej, zm. 3 grudnia 1937) – gruziński rewolucjonista, radziecki polityk, działacz partyjny, dyplomata.

## Życiorys
Urodzony w rodzinie szlacheckiej, w latach 1903–1909 studiował na Wydziale Prawnym Uniwersytetu Petersburskiego (nie ukończył), w 1904 wstąpił do SDPRR, następnie aresztowany, w 1911 skazany na zesłanie do guberni ołonieckiej. W 1913 wrócił do Petersburga, gdzie został aresztowany i w listopadzie 1915 zesłany do Wołogdy, 16 marca 1917 uwolniony podczas rewolucji lutowej, od marca do grudnia 1917 przewodniczący Rady Wołogodzkiej, od grudnia 1917 do kwietnia 1918 przewodniczący Komitetu Wykonawczego Rady Wołogodzkiej. Od kwietnia do października 1918 przewodniczący wołogodzkiego gubernialnego komitetu żywnościowego, od 8 czerwca do 4 sierpnia 1919 członek Rady Wojskowo-Rewolucyjnej 1 Armii, od maja do 15 sierpnia 1919 członek Rady Wojskowo-Rewolucyjnej Frontu Wschodniego, od 15 sierpnia 1919 do 23 września 1920 członek Rady Wojskowo-Rewolucyjnej Frontu Turkiestańskiego. Od lipca 1920 do 1921 pełnomocny przedstawiciel RFSRR w Turcji, w 1920 pełnomocny przedstawiciel ZSRR w Iranie, od 1921 członek Kaukaskiego Biura KC RKP(b), od marca do listopada 1922 przewodniczący Rady Komisarzy Ludowych Zakaukaskiej FSRR, ludowy komisarz ds. wojskowych i morskich Gruzińskiej SRR. Od 4 grudnia 1922 do 15 stycznia 1923 przewodniczący Rady Związkowej Zakaukaskiej FSRR, od 4 stycznia 1924 do 1929 przewodniczący Rady Komisarzy Ludowych Gruzińskiej SRR, od 28 sierpnia 1923 do 21 listopada 1925 członek Rady Wojskowo-Rewolucyjnej ZSRR, od 9 czerwca 1927 do 29 stycznia 1931 przewodniczący Rady Komisarzy Ludowych ZFSRR. Od 19 grudnia 1927 do 19 maja 1937 zastępca członka KC WKP(b), od 1931 zastępca ludowego komisarza handlu zagranicznego ZSRR, od 1936 do maja 1937 zastępca ludowego komisarza przemysłu lekkiego ZSRR. Odznaczony dwoma Orderami Czerwonego Sztandaru i Orderem Czerwonego Sztandaru Pracy.
W maju 1937 aresztowany, skazany przez Kolegium Wojskowe Sądu Najwyższego ZSRR (według innych informacji przez „trójkę” przy NKWD Gruzińskiej SRR) na śmierć i rozstrzelany. 8 lutego 1956 pośmiertnie zrehabilitowany.